# Chaos City
Chaos City ist eine US-amerikanische Sitcom, die von 1996 bis 2002 auf ABC erstausgestrahlt wurde. Im deutschsprachigen Raum lief sie erstmals von 1997 bis 2002 auf ProSieben. Die Serie erzählt vom Arbeitsalltag im New Yorker Rathaus. Kreiert wurde sie von Gary David Goldberg und Bill Lawrence.

## Handlung
Dreh- und Angelpunkt der Serie ist Mike Flaherty, der stellvertretende Bürgermeister von New York, rechte Hand und Spindoctor seines zuweilen weltfremden Chefs, Bürgermeister Randall Winston. Seine Untergebenen sind der tollpatschige Pressesprecher Paul Lassiter, der sexistische Schürzenjäger Stuart, der homosexuelle Minderheitenbeauftragte Gordon (im Original: Carter), der schüchterne Hinterwäldler James und Nikki, die stets nach dem Mann fürs Leben Ausschau hält.
Neben dem Privatleben der Charaktere ist das politische Tagesgeschäft Handlungsschwerpunkt. Oft gilt es für alle Beteiligten, einen Fauxpas des Bürgermeisters auszubügeln oder geschickt kleinzureden.
Am Ende der vierten Staffel tritt Mike von seinem Amt zurück, um den Bürgermeister vom Verdacht einer Mafiaverbindung reinzuwaschen, die dieser unwissentlich unterhielt. Mikes Nachfolger ist der charmante Frauenschwarm Charlie Crawford, der, wie schon zuvor Mike, viel Gegenwind von der zielstrebigen neuen Wahlkampfleiterin Caitlin bekommt, die ihm die Gunst des Bürgermeisters streitig macht.

## Hintergründe
Während der ersten vier Staffeln (1996–2000) spielte Michael J. Fox die Rolle des Vizebürgermeisters. Seine fortschreitende Parkinson-Krankheit zwang ihn jedoch, vorzeitig aus der Serie auszuscheiden, obwohl im Jahr davor Heather Locklear mit dem Ziel verpflichtet worden war, sein Arbeitspensum zu senken. Fox hatte nach seinem Ausscheiden zum Ende der vierten Staffel in den ersten drei Folgen von Staffel 6 noch einige Gastauftritte und verabschiedete sich dann erst endgültig von der Serie.
Außer Fox schieden zum Ende der vierten Staffel noch zwei Schauspielerinnen und ein Schauspieler in tragenden Rollen aus (Britton, Dillard, Chaplin), während nur eine neu hinzu kam (Parrilla). Trotz der Verpflichtung von Charlie Sheen für die Rolle des Vizebürgermeisters sank Chaos City in der Zuschauergunst stetig, so dass die Serie nach dem Ende der sechsten Staffel im April 2002 abgesetzt wurde.

## Besetzung und Synchronisation
Die deutschsprachige Synchronisation entstand nach den Dialogbüchern von Rainer Raschewski, Heidi Strohmeyer und Stefan Kaiser und unter der Dialogregie von Raschewski durch die Synchronfirma MME Studios in Berlin.
| Rolle                   | Schauspieler      | Synchronsprecher  |
| ----------------------- | ----------------- | ----------------- |
| Randall Winston         | Barry Bostwick    | Christian Rode    |
| Michael „Mike“ Flaherty | Michael J. Fox    | Sven Hasper       |
| Charlie Crawford        | Charlie Sheen     | Benjamin Völz     |
| Caitlin Moore           | Heather Locklear  | Katrin Fröhlich   |
| Stuart Bondek           | Alan Ruck         | Peter Flechtner   |
| Gordon/Carter Heywood   | Michael Boatman   | Torsten Michaelis |
| Paul Thomas Lassiter    | Richard Kind      | Michael Pan       |
| Nikki Faber             | Connie Britton    | Sabine Sebastian  |
| James Hobert III.       | Alexander Chaplin | Simon Jäger       |
| Janelle Cooper          | Victoria Dillard  | Franziska Pigulla |
| Stacey Paterno          | Jennifer Esposito | Ranja Bonalana    |
| Angie Ordoñez           | Lana Parrilla     |                   |
| Ashley Schaeffer        | Carla Gugino      | Bianca Krahl      |

## Auszeichnungen
Michael J. Fox gewann für seine Darstellung des Vizebürgermeisters Mike Flaherty insgesamt drei Golden Globe Awards (1997–1999) als „Bester Serien-Hauptdarsteller – Komödie oder Musical“. Auch Charlie Sheen konnte den gleichen Preis für diese Serienfigur – als Nachfolger von Fox – 2002 erringen.

## Trivia
- In Folge 99/100 (4. Staffel), in der Mike Flaherty seinen Abschied nimmt, gibt es zwei Verbindungen zur Serie Familienbande (im Original: Family Ties), in der Michael J. Fox mitspielte. Zum einen ist sein damaliger Serienvater Michael Gross in einer Gastrolle zu sehen und zum anderen endet die Folge damit, dass Mike sagt, er habe gerade den Staatssekretär von Ohio, Alex P. Keaton, getroffen. Alex P. Keaton war die Figur, die Fox in der Serie Familienbande verkörperte. Umgekehrt kommt übrigens in Familienbande in der Folge Das verbotene Buch, Teil 2 der Name Flaherty vor.
- Heather Locklear war schon gemeinsam mit Charlie Sheen im Film Money Talks – Geld stinkt nicht (1997) zu sehen.
- In der Serie Two and a Half Men hat Heather Locklear in Folge 21 Fragen Sie Ihren Bruder der Staffel 1 wieder einen Auftritt mit Charlie Sheen.
- In der Folge Die Hand Gottes (Originaltitel Back to the Future IV: Judgement Day) hat Christopher Lloyd einen Gastauftritt als Mikes ehemaliger Mentor. Am Anfang dieser Folge haben die beiden einen doppeldeutigen Dialog über die Vergangenheit beziehungsweise die Zukunft – in Anspielung auf die Filmreihe Zurück in die Zukunft, in der Fox und Lloyd die Hauptcharaktere spielten.
- Michael J. Fox, Barry Bostwick, Michael Boatman, Richard Kind, Alexander Chaplin, Alan Ruck und Heather Locklear hatten alle einen oder mehrere Gastauftritte in der Fernsehserie Scrubs – Die Anfänger, die ebenfalls von Bill Lawrence erdacht wurde.
- Barry Bostwick, Richard Kind, Michael Boatman und Alan Ruck sind die einzigen Darsteller, die von Anfang bis Ende in der Serie mitwirkten.
- Über die Jahre hatten zahlreiche Prominente Gastauftritte in der Serie. Vor allem Heidi Klum spielte in sieben Folgen der dritten Staffel sich selbst als Freundin von Michael Flaherty. Die meisten Gastschauspieler traten nur in ein oder zwei Szenen auf und waren New Yorker Lokalprominenz, wie etwa Ex-Bürgermeister Ed Koch oder Showmaster Regis Philbin.
- Randall Winston, Executive Producer einiger Folgen, ist Namensvetter des Bürgermeisters.
- In den Folgen 9 und 10 der 2. Staffel hat Meredith Baxter einen Gastauftritt als Mutter von Michael. Sie spielte schon die Mutter von Michael J. Fox in der Serie Familienbande.